# Eamon
Eamon Jonathan Doyle, lepiej znany pod swoim pseudonimem Eamon (ur. 19 września 1983 w Staten Island) – amerykański piosenkarz, autor tekstów, kompozytor R&B i harmonista. W 2003 nagrał singel „Fuck It (I Don’t Want You Back)”. Piosenki Eamona to zazwyczaj ballady zmieszane z agresywnymi tekstami o temacie niewierności.

## Życiorys
Urodził się w Staten Island w Nowym Jorku, jako syn Diane (z domu Zizzo), włosko-amerykańskiej pielęgniarki, oraz Waltera Doyle’a, doradcy z prywatnej praktyki, pochodzenia irlandzkiego. Jego ojciec był członkiem grupy doo wop The Elations. Eamon zaczął śpiewać w wieku dziewięciu lat, koncertował i występował z grupą ojca w tym samym wieku. Mając 15 lat, pracował w studiu muzycznym i zwrócił uwagę dyrektora generalnego Nat Robinsona z First Priority Music, który z kolei przyjął Eamona do autora piosenek / producenta Milka Dee, który pracował z muzykami takimi jak MC Lyte, Janet Jackson i Mary J. Blige. Dee i jego koproducent, Mark Passy, pomogli udoskonalić dźwięk utworów Eamona. Po tym, jak Nat Robinson zaprezentował utwory Eamona w ponad 22 różnych wytwórni muzycznych, Robinson w końcu zawarł umowę z wytwórnią Barry’ego Weissa, a Eamon podpisał ostatecznie kontrakt z Jive Records.

## Dyskografia
Albumy
| 2004                           | I Don't Want You Back - Data: 17 lutego 2004 - Wydawca: Jive Records | 7 | 3 |
| 2006                           | Love & Pain - Data: 5 grudnia 2006 - Wydawca: Jive Records           | — | — |
| 2017                           | Golden Rail Motel - Data: 15 września 2017 - Wydawca: Huey Ave Music | — | — |
| "—" pozycja nie była notowana. |                                                                      |   |   |

Single
| 2004                           | „Fuck It (I Don’t Want You Back)” | 16 | 5 |
| 2004                           | „I Love Them Ho’s (Ho-Wop)”       | —  | — |
| 2007                           | „(How Could You) Bring Him Home”  | —  | — |
| 2017                           | „Be My Girl”                      | —  | — |
| "—" pozycja nie była notowana. |                                   |    |   |